# Dianoia
Diànoia (in greco: διάνοια «pensiero, intenzione», composto da dià «attraverso» e nous «intelligenza, intelletto, mente, ragione») è un termine usato per significare la conoscenza razionale discorsiva, ossia quella basata su un articolato concatenamento d'argomenti che progredisce traendo conclusioni e giudizi dall'elaborazione e sviluppo — tramite processi razionali —  di premesse. Il termine è quasi equivalente a ragione.

## Storia del concetto
Democrito oppone la dianoia, «conoscenza autentica», alla conoscenza sensibile definita come «oscura» perché fornisce informazioni piuttosto superficiali e spesso ingannevoli sulle qualità degli oggetti percepiti: essa non è in grado né di cogliere la struttura profonda degli enti, quindi la loro natura atomica, né i rapporti causali esistenti tra essi. Sicuramente superiore ai sensi per Democrito è dunque la conoscenza logica e razionale, in quanto con il pensiero è possibile raggiungere la realtà metafisica degli atomi ed è possibile comprendere le leggi meccaniche e necessarie della natura.
Per Platone la dianoia occupa un grado intermedio nella gerarchia della conoscenza: la conoscenza razionale, superiore a quella empirica, posta dopo l'opinione (dòxa) mutevole e contingente e alla scienza (epistème); ed è da lui connessa alla conoscenza geometrica che è in grado di anticipare quelle forme pure che solo la noesi, l'intuizione, permette di cogliere come  "idee".
Per Aristotele la dianoia, essendo inerente a cause e princìpi, corrisponde soprattutto alla conoscenza scientifica deduttiva mentre la noesi svolge il suo ruolo intuitivo su i principi primi. In Aristotele, a differenza di Platone, la visione intellettuale immediata non conosce contenuti concettuali definiti come le idee, separati dagli oggetti, ma giunge a coincidere con la verità insita negli oggetti stessi.
Il nous aristotelico riesce così a penetrare nell'interiorità, a cogliere ciò che ha l'essere in proprio, cioè la sostanza, quel sostrato che rimane sempre unico e identico a se stesso, prescindendo dalle particolarità esteriori.
Anche in Aristotele, come già in Platone, solo l'intelletto riesce a dare garanzia di verità, fornendo una conoscenza noetica, superiore a quella dia-noetica della razionalità logica o sillogistica: quest'ultima, infatti, è capace unicamente di trarre conclusioni coerenti con le premesse, di effettuare cioè deduzioni corrette da un punto di vista formale, ma senza assicurare in alcun modo la verità dei contenuti; per cui se il ragionamento parte da premesse false, anche il risultato sarà falso, pur essendo formalmente corretto se si sono osservate le regole della logica.
Poiché la verità di ogni premessa discende dalla conclusione di un precedente sillogismo, si instaurerebbe una catena all'infinito se al culmine non vi fossero delle «premesse immediate» (προτάσεις ἄμεσοι) che non abbiano bisogno a loro volta di essere sillogisticamente dimostrate vere, e queste sono i principi primi (ἀρχαί) a cui si arriva appunto, non per dimostrazione, ma tramite l'intuizione immediata dell'intelletto.
Secondo Hegel solo la ragione è capace di cogliere il vero mentre gli strumenti "immediati" come l'intuizione, insieme al sentimento e alla fede, vengono messi da parte come quelle "romantiche fantasticherie" che si ritrovano nelle dottrine di Jacobi e Schleiermacher.

## L'assiomatica
Secondo la moderna assiomatica, l'intuizione è presente anche nei principi da cui inizia il procedimento dimostrativo razionale poiché questi sono dei "postulati" colti intuitivamente. A questo proposito l'assiomatica si chiede come sia possibile partire da "verità indimostrate" e "concetti indefiniti" ma assunti come veri. Nella storia della filosofia si risponde facendo ricorso a ipotetiche facoltà umane capaci di trascendere la semplice dimostrazione dei teoremi e la definizione esplicita dei termini. Tali facoltà sarebbero più o meno riconducibili a ciò che viene comunemente definito intuizione. Così i concetti primitivi sarebbero "noti per intuizione", e gli assiomi sarebbero "evidenti per intuizione". Anche assumendo che tutto ciò possa aver senso, resta aperto il problema di stabilire se l'intuizione sia una facoltà che coglie il significato di certi concetti e l'evidenza di certi enunciati a partire dall'esperienza, oppure se quei significati e quell'evidenza siano già noti all'uomo in modo innato.